# Take One (Susanne Sundfør)
Take One è il primo album dal vivo della cantautrice norvegese Susanne Sundfør, pubblicato il 10 marzo 2008. Il titolo dell'album allude al fatto che questo sia stato registrato in una sola sessione.
In Take One sono stati reinterpretati i brani dell'album Susanne Sundfør, ad eccezione di Marocco, con degli arrangiamenti acustici più minimali (pianoforte e voce o chitarra e voce). L'operazione è stata fatta per via delle tante richieste, da parte di stampa e fan, di sentire i brani dell'album d'esordio di Susanne nella versione in cui erano stati originariamente composti, ossai senza il supporti di altri musicisti.
L'artwork dell'album è un'illustrazione della Kamikaze Media AS basata su una foto della stessa Susanne scattata da Lars K. Lande durante un live.

## Tracce
Testi e musiche di Susanne Sundfør, eccetto dove indicato.
1. I Resign – 3:59
2. The Waves – 1:58
3. Dear John – 3:35
4. Interlude – 2:22
5. Moments – 4:20
6. Gravity – 4:34
7. Walls – 3:12
8. Torn To Pieces (On Roses) – 3:55 (musica: Janemil Kolstø)
9. The Dance – 3:40 (musica: Janemil Kolstø)
10. Day Of The Titans – 4:44
11. After You Left – 2:12

## Formazione
- Susanne Sundfør: voce, pianoforte, chitarra acustica, produzione
- Geir Luedy: produzione

## Classifiche
| Classifica | Posizione massima |
| ---------- | ----------------- |
| Norvegia   | 32                |